# Rhede
Rhede ist eine Stadt im westlichen Münsterland im Nordwesten des Bundeslands Nordrhein-Westfalen und gehört zum Kreis Borken im Regierungsbezirk Münster.

## Geografie

### Geografische Lage
Rhede ist ein Grundzentrum im südwestlichen Teil des Kreises Borken. Die Stadt Rhede zählt zum westlichen Münsterland, gehört geografisch gesehen jedoch auch zum östlichsten Teil des Niederrheinischen Tieflandes, welches hier fließend in die Westfälische Bucht übergeht. Im Norden grenzt Rhede für wenige Kilometer an die niederländische Staatsgrenze. Rhede ist zudem Teil des grenzübergreifenden Hamaland. Durch den Ort fließt der Rheder Bach, der im Süden Rhedes in die Bocholter Aa mündet.
Der Ortskern der Stadt liegt auf einer Höhe von etwa 30 bis 32 m ü. NHN. Höchster Punkt liegt mit 51 m ü. NHN im äußersten Süden, der tiefste Punkt mit 26 m im Westen an der Grenze des Stadtgebiets zur Nachbarstadt Bocholt.

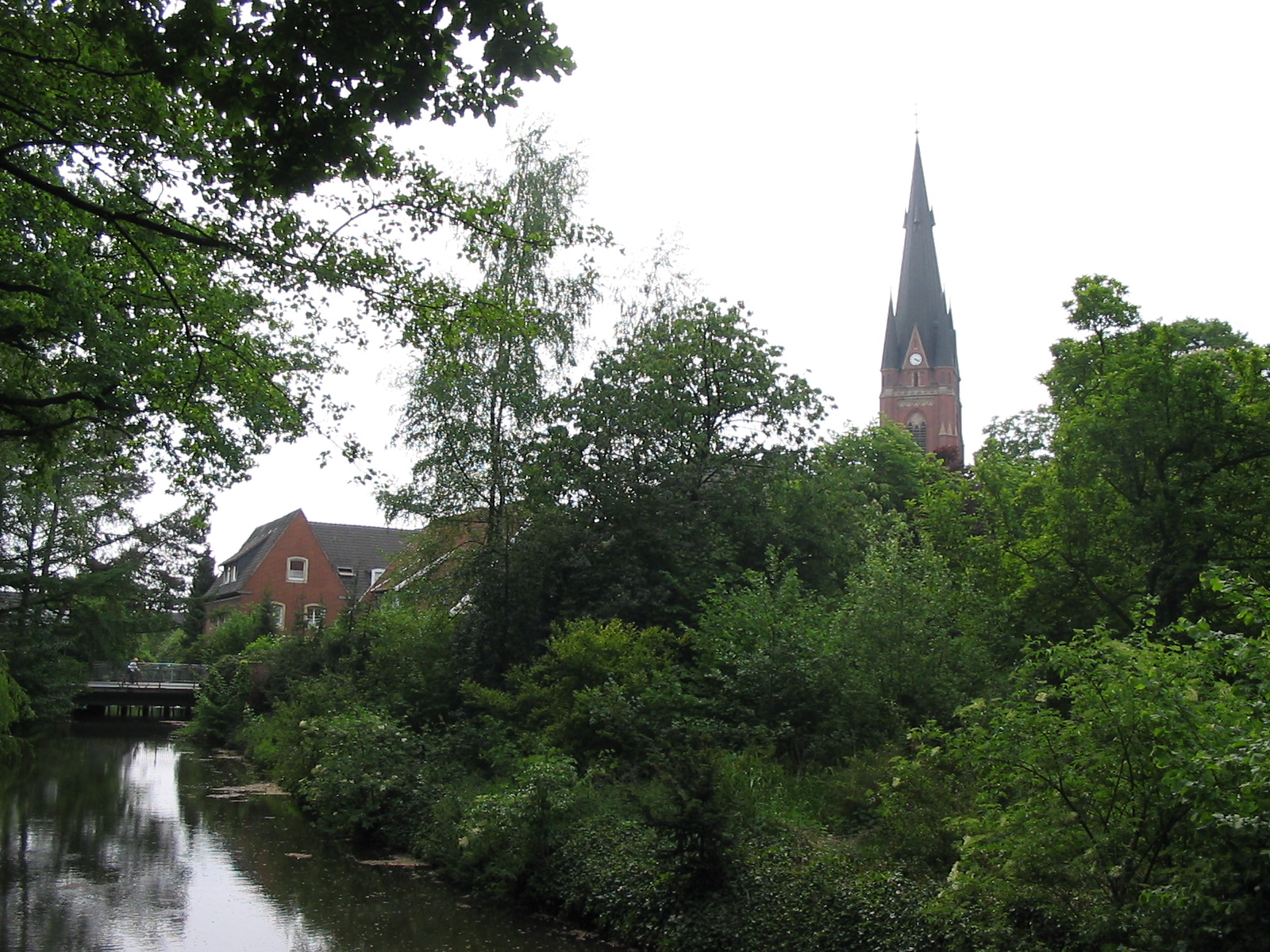
Der Rheder Bach

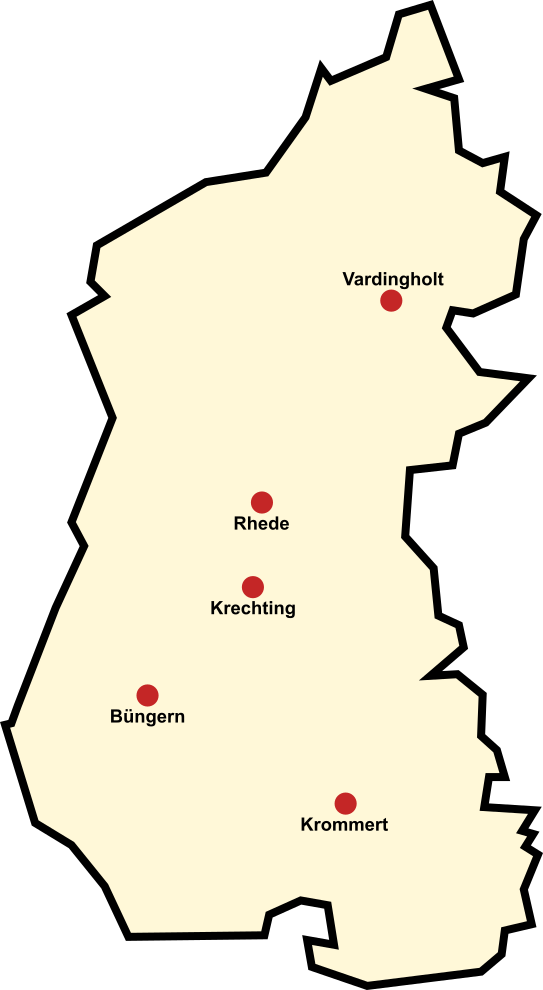
Ortsteile von Rhede

### Naturraum und Geologie
Das gesamte Gebiet der Stadt Rhede gehört zum Naturraum der Niederrheinischen Sandplatte und ist damit der östlichste Teil des Niederrheinischen Tieflandes. Die beiden Wasserläufe Bocholter Aa und der Rheder Bach trennen das Stadtgebiet in die Rheder Talebene, die Krechtinger Aatalaue und die südliche Krechtinger Sandtalebene.
Die pleistozänen Ablagerungen bestehen zum größten Teil aus Rheinkiesen und -sanden, die von Beimengungen der östlichen Rheinnebenflüsse durchsetzt sind.
Im alten Stadtkern prägen trockene Eichen- und Buchenwälder das Bild, während in den ländlicheren Lagen eher Stieleichen und Hainbuchen zu finden sind. Die differenzierten Böden im südlichen Stadtgebiet förderten die Entwicklung von feuchteren Eichenwäldern.
Das in Rhede ausgeprägte Wassernetz kann zum Einzugsbereich der in den Niederlanden sich als Mündungsarm des Rheins darstellenden IJssel gezählt werden.
Größter Wasserlauf ist die Bocholter Aa mit den Zuflüssen Rheder Bach und Ketteler Bach.

### Ausdehnung des Stadtgebiets
| Flächennutzung          | Flächennutzung                    |
| Nutzung                 | Prozentanteil an der Gesamtfläche |
| ----------------------- | --------------------------------- |
| Gebäude- und Freifläche | 7,8 %                             |
| Waldfläche              | 17,9 %                            |
| Erholungsfläche         | 0,4 %                             |
| Verkehrsfläche          | 4,8 %                             |
| Landwirtschaftsfläche   | 67,7 %                            |
| Sonstige                | 1,4 %                             |

Die Gesamtfläche der Stadt Rhede beträgt 78,65 Quadratkilometer, größter Stadtteil nach Fläche ist Vardingholt mit 2902,62 Hektar. Es folgen Krommert mit 2213,52 Hektar, Rhede mit 1305,22 Hektar, Büngern mit 1281,56 Hektar und schließlich Krechting mit 162,08 Hektar Fläche.
Die Nord-Süd-Ausdehnung beträgt 15,4 km, die West-Ost-Ausdehnung 7,7 km.

### Klima
Das Klima des Niederrheinischen Tieflandes, dessen Bestandteil die Stadt Rhede ist, ist durch die relative Nähe zum Meer klar atlantisch geprägt. Kennzeichnend sind die milden und feuchten Winter sowie die mäßig warmen und feuchten Sommer. Der Niederschlag erfolgt über das Jahr gleichmäßig, die durchschnittliche Jahresniederschlagshöhe liegt bei rund 750 mm. Die durchschnittliche Sonnenscheindauer beträgt 1515 Stunden pro Jahr, die Monatsmitteltemperatur 9,4 Grad Celsius.

### Stadtgliederung
- Rhede (bis 1955 Gemeinden Rhede und Altrhede)
- Vardingholt
- Krommert
- Krechting
- Büngern

## Geschichte

### Urgeschichte
Das älteste Zeugnis menschlichen Lebens im Raum Rhede ist ein herzförmiger Faustkeil, der 1982 im Osten der Stadt gefunden wurde. Das vermutlich aus dem Oberschenkelknochen eines Mammuts stammende Stück ist der Zeit des Neandertalers, also etwa den Jahren 120.000 bis 40.000 v. Chr. zuzurechnen.
Die zunehmende Verwaldung in der Mittleren Steinzeit führte zum Abwandern von Rentieren; die Jagd konzentrierte sich daher auf Standwild wie Rehe und Auerochsen. In Rhede wurden bisher keine Zeugnisse aus dem Mesolithikum gefunden, die zahlreichen Funde in Westfalen stellen eine menschliche Besiedlung Rhedes aber nicht in Frage.
Die für landwirtschaftliche Nutzung eher ungeeigneten Sandböden im südlichen Münsterland führten zu einer längeren Besiedlung von mesolithischen Jäger und Sammlergruppen bis in das Neolithikum hinein. Erste Nachweise von Ackerbau und Viehhaltung im westlichen Münsterland gibt es durch als Grabbauten genutzte Findlinge ab dem 4. und 3. Jahrtausend v. Chr. Erstes im Rheder Raum gefundenes Objekt war eine mittlerweile verschollene, 1937 gefundene geschliffene spätjungsteinzeitliche Steinaxt.
Zum Beginn der Bronzezeit, in Westfalen ab etwa 1800 v. Chr., kommt es zunächst zu keinen Änderungen der neolithischen Traditionen. Erst in der mittleren Bronzezeit zeugen geänderte Bestattungsriten von einem Wandel. Es gibt mehrere Hinweise auf Urnengräberfelder in Rhede, so das Gräberfeld von Rhede. 1902 wurden bei Erdarbeiten zerstörte Urnen gefunden.
Die um 9 n. Chr. gewonnene Varusschlacht führte zum Rückzug der Römer, so dass das heutige Westfalen von germanischen Stammesverbänden besiedelt blieb. Im Raum Rhede waren es zunächst die Brukterer, später die Chamaven. Funde von römischen Münzen bei Krechting verdeutlichen, dass es Kontakt zwischen den germanischen Stämmen und den linksrheinisch lebenden Römern gab.

### Mittelalter
Im Frühmittelalter kam es zur ersten schriftlichen Erwähnungen Rhedes. Die in den Zinsregistern der Abtei Werden gefundenen Dokumente sprechen 1050 von Rheti, 1150 von Rethe. Bereits um 800 entstanden die Werdener Güter in Rhede, als die vom ersten Münsteraner Bischof Liudger gegründete Abtei ihre Ausbauphase erlebte.
Werner von Rethe war der erste Stammherr des Adelsgeschlechts Rhede, das unter diesem Nachnamen auftritt. Seine Vorfahren waren zwar Urbewohner des gleichen Gebiets, führten aber den Nachnamen Rethe noch nicht. Adelige Familien begannen ca. seit 1200 damit, sich nach ihren Stammsitzen zu benennen. So nahm auch der Ritter Werner im Anfang des 13. Jahrhunderts den Namen seines Stammsitzes Rethe an und nannte sich Werner von Rethe. Er war ein Ministeriale – Dienstmann – seines Landesherrn, des Fürstbischofs von Münster, und nahm als wohlhabender Burgherr eine angesehene Stellung ein. Sein Nachfolger war sein ältester Sohn Gerlach Bitter von Rethe, der in der Zeit von 1249 bis 1281 in zahlreichen Urkunden erwähnt wird. Er erbaute vermutlich auch die erste Burg Rhede, gegenüber dem heutigen Schloss Rhede. Gerlach Bitter von Rethe führte einen Prozess um das Patronatsrecht über die Kirche von Rhede mit dem Kloster Varlar, den er 1249 verlor. Gerlach Bitter von Rethe hatte keine Kinder, sein Bruder Werner jedoch vier Söhne, von denen der zweite Hinrikus Stammherr in Rhede wurde. Sein ältester Sohn Werner wurde Nachfolger von Hinrikus in der Herrschaft Rhede von 1300 bis 1336. Er gebrauchte die Schreibweise Werner von Rede. Ob einer der drei Söhne des Werner Stammherr auf Haus Rhede geworden ist, kann urkundlich nicht mehr sicher nachgewiesen werden. Nach dem Lehnbuch des Fürstbischofs Florenz von Wevelinghoven hatte im Jahre 1379 ein Adolf von Rede den Herrensitz als bischöfliches Lehen inne und man geht davon aus, dass dieser Adolf der zweite Sohn des Werner von Rede gewesen ist. 

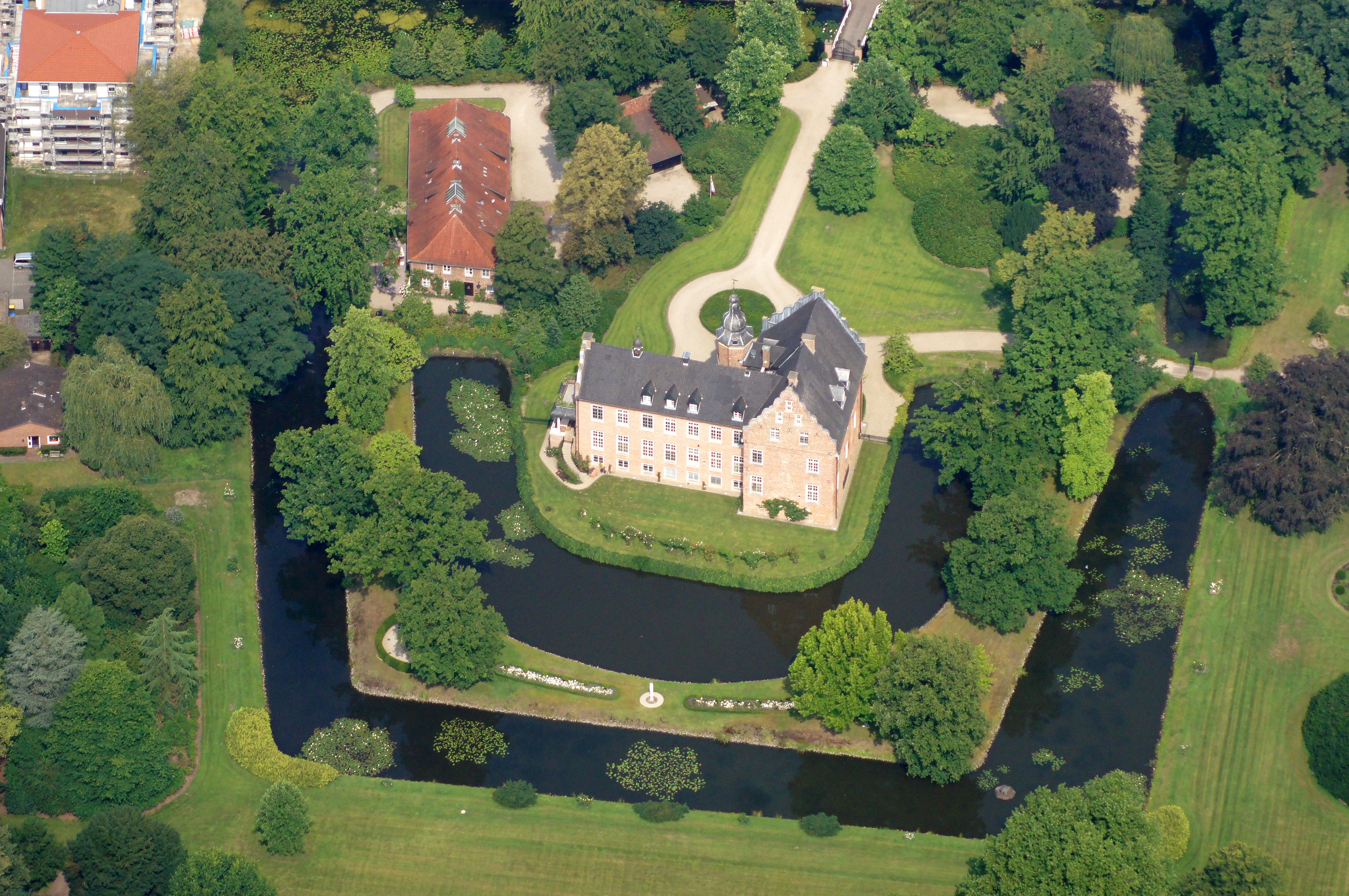
Schloss Rhede

Um 1370 hat ein Wechsel der Besitzer von Rhede stattgefunden, denn es erscheinen von nun an die Herren von Rhemen als Nachfolger der Herren von Rhede, deren Nachfahren in die Niederlande gingen. Die 1324 zerstörte ältere Burg wurde zwar wieder aufgebaut, jedoch machte sich Everhard von Rhemen die Stadt Bocholt zum Feind und so zerstörten 1388 Bocholter Truppen den Burgsitz mit Ausnahme des Bergfrieds ein weiteres Mal. Eine weitere Zerstörung in den Jahren nach 1392 erscheint möglich. 1426 erbauten die Herren von Rhemen dann das heute noch stehende Schloss gegenüber dem alten am anderen Ufer des Rheder Baches. 
Die Grundherrschaft mit ausgeprägtem Rechts- und Wirtschaftssystem für die abhängige bäuerliche Bevölkerung entwickelte sich besonders in der Karolingerzeit vom 9. bis 11. Jahrhundert. Im Spätmittelalter wandelten sich die Herrschaftsverhältnisse des Fronsystems durch zunehmende Agrarwirtschaft, die wiederum auf das Aufblühen der Städte wie Wesel oder Münster zurückzuführen ist. Marktproduktion und Geldwirtschaft wurden zunehmend wichtiger. Anders als im benachbarten Rheinland kam es im südwestlichen Westfalen aber nicht zu einer Entstehung eines relativ freien Bauernstandes.

### Frühe Neuzeit
Das Kirchspiel Rhede gehörte zum Hochstift Münster, Ende des 15. Jahrhunderts lebten in der Pfarrei etwa 630 Menschen.
Im Dorfkern befand sich das Zentrum des Handwerks, am häufigsten vertreten waren Zimmerleute und Schuster. Handelstätigkeiten waren aufgrund zur Nähe zum Handelsplatz Bocholt eher beschränkt.
Raschen Aufschwung erfuhr die Baumseidenweberei im 17. Jahrhundert in Rhede. Nach der Aufhebung der Zünfte 1811 stieg die Zahl der Weber bis 1816 auf 153.
Durch die dichte Lage an der Grenze zwischen dem Hochstift Münster, den Vereinigten Niederlanden und dem Herzogtum Kleve in der von Kriegen geprägten Zeit des späten 16. Jahrhunderts bis zur Mitte des 18. Jahrhunderts kam Rhede eine wichtige Bedeutung zu. Im Spanisch-Niederländischen Krieg kam es zu starken Zerstörungen und damit einhergehend zu Plünderungen. Lubbert von Rhemen, Herr des Hauses Rhede, erhielt 1580 den Auftrag, 1200 Reiter anzuwerben; es ist davon auszugehen, dass sich einige Rhedenser unter ihnen befanden.
Auch im Dreißigjährigen Krieg musste die Bevölkerung von Rhede leiden, besonders durch die Pestepidemie 1636.
Im Siebenjährigen Krieg belastete sie vor allem die hohen Steuerlasten, die zur Führung des Kriegs notwendig wurden.

### Industrialisierung
Bereits gegen Ende des 18. Jahrhunderts wurde im Münsterland die verbreitete Handweberei durch Spinnmaschinen ersetzt. 1852 stellte ein Bocholter Unternehmer seine Produktion mit Hilfe einer Dampfmaschine um, was zum Aufstieg der Textilindustrie in Bocholt führte und eine große Sogwirkung auf das Umland entfaltete. Zusammen mit der zunehmenden Auswanderung nach Amerika führte diese Entwicklung zwischen 1855 und 1875 zu einem Bevölkerungsrückgang in Rhede.
Mit der Inbetriebnahme der ersten mechanischen Weberei 1891 begann auch in Rhede das Industriezeitalter. Begünstigend für diese Entwicklung war auch die Anbindung an das Eisenbahnnetz 1902. Die Strecke führte von Emmerich über Rees, Bocholt, Rhede, Borken und Coesfeld nach Münster. Nach Einstellung des Personenverkehrs 1974 blieb die Strecke bis 1991 für Gütertransporte in Betrieb, ist mittlerweile aber (bis auf das so genannte Industriestammgleis vom Bahnhof Bocholt ins Industriegebiet Bocholt-Mussum) zwischen Rees und Coesfeld abgebaut. Infolge der Industrialisierung kam es zu einem deutlichen Bevölkerungszuwachs in der Gemeinde Rhede. Die Einwohnerzahl wuchs von 4247 im Jahre 1890 auf 5797 im Jahre 1913. Die fünf ortsansässigen Textilbetriebe beschäftigten 1914 433 Arbeiter aus Rhede. 1924 Jahren kamen Steyler Missionsschwestern nach Rhede. Auf dem großen Anwesen ihres St.-Gudula-Klosters dem Schloss gegenüber richteten sie unter anderem eine Hauswirtschaftsschule mit Internat, später auch berufliche Schulen und eine Heimvolkshochschule ein, die unter anderem jungen Frauen aus den Bauerschaften und Nachbardörfern eine weiterführende Bildung ermöglichte. 1983 verließen die Schwestern Rhede.

### Nationalsozialismus
Die NSDAP konnte bei der Reichstagswahl am 5. März 1933 im Amt Rhede nur 10,3 % aller Stimmen erzielen. Selbst für den ohnehin für die NSDAP schwachen Wahlkreis Kreis Borken war das Ergebnis sehr niedrig.
Ab September 1935 waren alle Gemeinderatsmitglieder durch die NSDAP ersetzt; der Bürgermeister Josef Dörner wechselte vom Zentrum zur NSDAP und konnte sein Amt so behalten.
Die in Rhede stark vertretenen katholischen Organisationen gerieten zunehmend unter Druck. Höhepunkt war eine blutige Auseinandersetzung zwischen der SA und dem Katholischen Arbeiterverein am 31. März 1935. Die jüdische Minderheit Rhedes litt unter Entrechtungen und gesellschaftlicher Ausgrenzung. Die letzte Jüdin war Berta Landau. Sie wollte ihre Heimat nicht verlassen und blieb, bis die Nazis sie am 11. Dezember 1941 in das KZ Riga-Kaiserwald deportierten. Dort wurde Berta Landau am 26. März 1942 erschossen. Heute ist eine Straße nach ihr benannt.
Nach Ausbruch des Zweiten Weltkriegs kam es zunächst durch zahlreiche Einberufungen zum Zusammenbruch des gesellschaftlichen Lebens. Kriegsgefangene und „ausländische Zivilarbeiter“ wurden ab 1940 zunehmend in Landwirtschaft und Industrie eingesetzt. Im weiteren Kriegsverlauf suchten ausgebombte Familien aus dem Umland Zuflucht in Rhede.
Im Januar 1943 kam es erstmals zu einem Bombenangriff auf Rhede durch alliierte Bomber. In den Folgemonaten folgten weitere Angriffe, der schwerste Bombenangriff fand am 22. März 1945 statt und forderte 15 Tote. Dabei wurde auch das als Lazarett gekennzeichnete Krankenhaus angegriffen und kostete hier das Leben von 29 Zivilisten und etwa 170 Militärpersonen.

### Nach 1945
Am 1. April 1955 wurde die ehemals selbständige Gemeinde Altrhede in die Gemeinde Rhede eingegliedert. Im Rahmen der kommunalen Neuordnung schlossen sich 1968 Büngern, Krechting, Krommert, Rhede und Vardingholt zur neuen Gemeinde Rhede zusammen. Bei der allgemeinen Gebietsreform 1975 blieb Rhede unangetastet. Die Verleihung der Stadtrechte durch den Innenminister des Landes Nordrhein-Westfalen erfolgte am 23. Juli 1975.
Nachdem Rhede zum Bundes- und Landesstützpunkt für Leichtathletik auserkoren wurde, wurde 1981 mit dem Bau eines Leichtathletikzentrums begonnen.
1994 wurde nach zweijähriger Bauzeit das neue Rathaus eingeweiht.

### Eingemeindungen
Am 1. April 1955 wurde Altrhede eingemeindet. Die weiteren Gemeinden des Amtes Rhede, nämlich Büngern, Krechting, Krommert und Vardingholt, wurden am 1. August 1968 nach Rhede eingemeindet. Bei der Gebietsreform 1975 blieb Rhede unberücksichtigt.

### Einwohnerentwicklung seit 1990
| 1990   | 1991   | 1992   | 1993   | 1994   | 1995   | 1996   | 1997   | 1998   | 1999   | 2000   | 2001   | 2002   | 2003   | 2004   | 2005   | 2006   | 2007   | 2012   | 2023   |
| ------ | ------ | ------ | ------ | ------ | ------ | ------ | ------ | ------ | ------ | ------ | ------ | ------ | ------ | ------ | ------ | ------ | ------ | ------ | ------ |
| 16.952 | 17.168 | 17.476 | 17.568 | 17.825 | 18.006 | 18.084 | 18.097 | 18.169 | 18.311 | 18.597 | 18.774 | 18.764 | 18.953 | 19.043 | 19.202 | 19.293 | 19.397 | 19.052 | 19.592 |

(jeweils zum 31. Dezember, nur Erstwohnsitz)

## Politik

### Stadtrat
Bürgermeister der Stadt Rhede ist Jürgen Bernsmann (parteilos). Die Sitze im Stadtrat verteilen sich nach den Ergebnissen der Kommunalwahlen seit 1999 folgendermaßen auf die Parteien (ab 2014 ist die UWG Rhede nicht mehr zur Wahl angetreten):
| Partei                                  | Sitze | Sitze | Sitze | Sitze | Sitze | 0 | Stimmenanteil | Stimmenanteil | Stimmenanteil | Stimmenanteil | Stimmenanteil |
| Partei                                  | 1999  | 2004  | 2009  | 2014  | 2020  | 0 | 1999          | 2004          | 2009          | 2014          | 2020          |
| --------------------------------------- | ----- | ----- | ----- | ----- | ----- | - | ------------- | ------------- | ------------- | ------------- | ------------- |
| Christlich Demokratische Union          | 21    | 16    | 16    | 19    | 19    | 0 | 54,3 %        | 42,7 %        | 40,3 %        | 49,5 %        | 49,9 %        |
| Sozialdemokratische Partei Deutschlands | 10    | 9     | 8     | 9     | 7     | 0 | 26,5 %        | 23,3 %        | 21,3 %        | 24,2 %        | 18,5 %        |
| Bündnis 90/Die Grünen                   | 4     | 8     | 9     | 8     | 8     | 0 | 12,1 %        | 21,4 %        | 24,2 %        | 19,8 %        | 21,6 %        |
| Freie Demokratische Partei              | –     | 2     | 3     | 2     | 4     | 0 | –             | 05,0 %        | 07,9 %        | 06,6 %        | 9,6 %         |
| UWG                                     | 3     | 3     | 2     | –     | –     | 0 | 07,2 %        | 07,6 %        | 06,3 %        | –             | –             |

### Städtepartnerschaft
Seit 1989 hat die Stadt Rhede eine offizielle Städtepartnerschaft mit der französischen Stadt La Ferté-Saint-Aubin. Die kleine Stadt mit etwa 10.000 Einwohnern liegt 30 km südlich von Orléans und bezeichnet sich als „Tor zur Sologne“.

### Wappen und Flagge
Rhede ist mit Urkunde des Innenministeriums des Landes Nordrhein-Westfalen vom 26. September 1968 das Recht verliehen worden, das Wappen des am 1. August 1968 aufgelösten Amtes Rhede zu führen. Das Recht zur Führung dieses Wappens wurde dem Amt Rhede durch den Oberpräsidenten der Provinz Westfalen in Münster mit Urkunde vom 13. April 1939 verliehen.
Ferner ist der Stadt mit Urkunde der Bezirksregierung Münster vom 23. September 1975 das Recht zur Führung einer Flagge und eines Banners verliehen worden.

Wappen
Banner
Flagge
Wappen der ehem. Gemeinde Rhede bis 1968

#### Wappen
Blasonierung: „Ein in Silber (Weiß) und Grün quadrierter Schild, dessen Feld 1 und 4 mit je zwei schwarzen Zickzackfäden, Feld 2 mit einem silbernen (weißen) Weberschiffchen, Feld 3 mit einer silbernen (weißen) Pflugschar belegt ist.“
Das erste und das vierte Feld zeigen das Wappen der bis in das 14. Jahrhundert tätigen Ortsherren von Rhede (siehe den Artikel Schloss Rhede). Das Weberschiffchen im zweiten Feld soll die Textilindustrie, die Pflugschar die Landwirtschaft symbolisieren.

#### Banner und Flagge
Beschreibung des Banners: „Das Banner ist in drei Bahnen im Verhältnis 1 : 3 : 1 von Grün zu Weiß zu Grün längsgestreift und zeigt in der oberen Hälfte der mittleren Bahn das Stadtwappen im Schild.“
Beschreibung der Flagge: „Die Flagge (Hissflagge) ist in drei Bahnen im Verhältnis 1 : 3 : 1 von Grün zu Weiß zu Grün längsgestreift (gemeint ist quergestreift) und zeigt in der Mitte der mittleren Bahn das Stadtwappen im Schild.“

## Kultur und Sehenswürdigkeiten

### Theater
Die Stadt Rhede hat kein eigenes Theater, im Kultursaal des Rathauses – dem sogenannten Rheder Ei – finden gelegentlich Theateraufführungen statt. Das nächstgelegene Theater befindet sich in Bocholt.

### Museen
Das Medizin- und Apothekenmuseum Rhede am Markt zeigt auf drei Etagen in einer Dauerausstellung die Geschichte des ländlichen Gesundheitswesens im Westmünsterland ab etwa 1750, unter anderem anhand der Themen Ernährung und Alltagshygiene sowie am Beispiel der Arbeit von Landarzt, Hebamme, Apotheker und Tierarzt. Zudem finden regelmäßig Wechselausstellungen statt.
Spielzeug aus vergangenen Zeiten präsentiert das Spielzeugmuseum Max und Moritz an der Kirchwiese auf zwei Etagen. Wechselnde Ausstellungen zeigen besondere Spielzeuge, etwa zu Ostern und zu Weihnachten.

### Musik
Alle Kirchengemeinden besitzen einen eigenen Chor. Darüber hinaus sind noch das Blasorchester Rhede und die Spielmannszüge Rhede und Vardingholt zu nennen.
Die musikpädagogische Begleitung übernimmt der Musikschulverein Rhede, der eine Zweigstelle am Schulzentrum Büssingstraße unterhält.

### Bauwerke

#### Kirchen

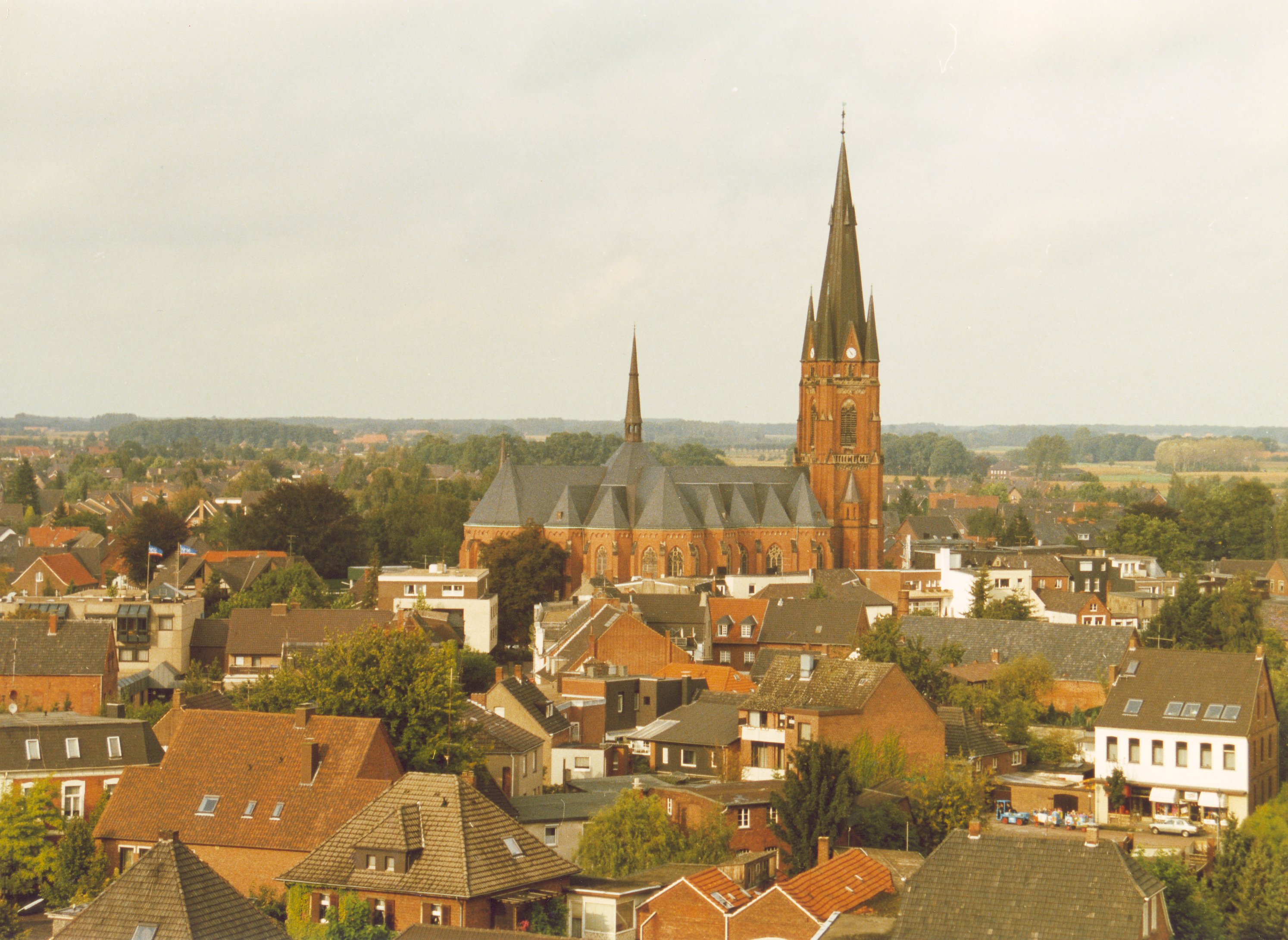
Blick über Rhede mit Gudulakirche

Die Anfänge der katholischen Pfarrkirche Sankt Gudula gehen auf das 12. Jahrhundert zurück. Die gotische Hallenkirche wurde bis in das 19. Jahrhundert weiter ausgebaut, ehe man sich aus Platzgründen für einen Neubau der Kirche entschloss. Am 8. Juli 1898 wurde nach Plänen von Hilger Hertel der Grundstein zur neugotischen Sankt-Gudula-Kirche gelegt, am 12. Juni 1901 erfolgte dann die Einweihung.
Heute prägt die mächtige Hallenkirche mit ihrem 77,5 m hohen Turm das Stadtbild von Rhede. Die Kirche ist als dreischiffiges Hallenlanghaus konzipiert, rote Maschinenziegel mit Sandsteinelementen bilden die Fassade. Die Kirche, prägendes Beispiel für münsterländische Sakralbaukunst, steht seit 1984 unter Denkmalschutz.

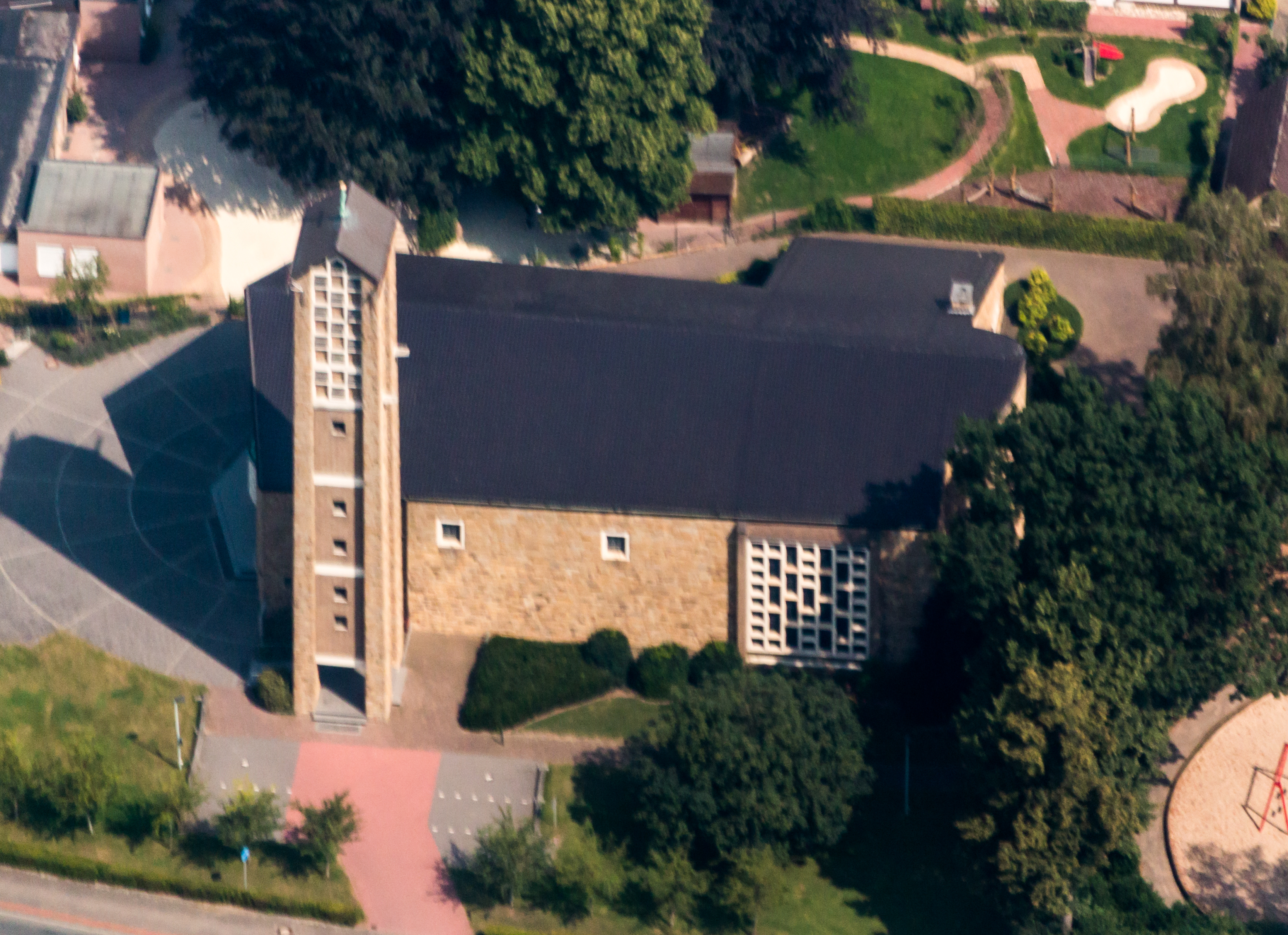
Kirche „Zur Heiligen Familie“ (Luftbild, 2014)

Die Kirche der Gemeinde Zur Heiligen Familie liegt im Süden der Innenstadt. Die von 1957 bis 1959 erbaute katholische Pfarrkirche wurde durch das Anwachsen des Amtes Rhede notwendig.
Ebenfalls in den 1950er Jahren wurde die Piuskirche im Stadtteil Krechting erbaut. Die St.-Marien-Kirche liegt im Stadtteil Vardingholt, alle Kirchen gehören zur Kirchengemeinde St. Gudula.
Die evangelische Kirchengemeinde ist im Paul-Gerhardt-Haus beheimatet. Die 1952 erbaute Kirche bietet 290 Sitzplätze. Der Kirche unmittelbar angeschlossen ist die Leihbücherei.

#### Kirchenfusion
Seit 2007 sind die vier katholischen Kirchengemeinden (St. Gudula, Zur Heiligen Familie, St. Marien, St. Pius) durch eine Fusion und Gemeindeneugründung unter dem Namen „Katholische Kirchengemeinde Sankt Gudula“ zusammengeschlossen. Wegen rückgängiger Kirchensteuereinnahmen und auch der geringeren Anzahl an Kirchenbesuchern und Seelsorgern mussten die Gemeinden fusionieren. Die vier Standorte bleiben dennoch weiterhin erhalten.

#### Bürgerhäuser und Villen

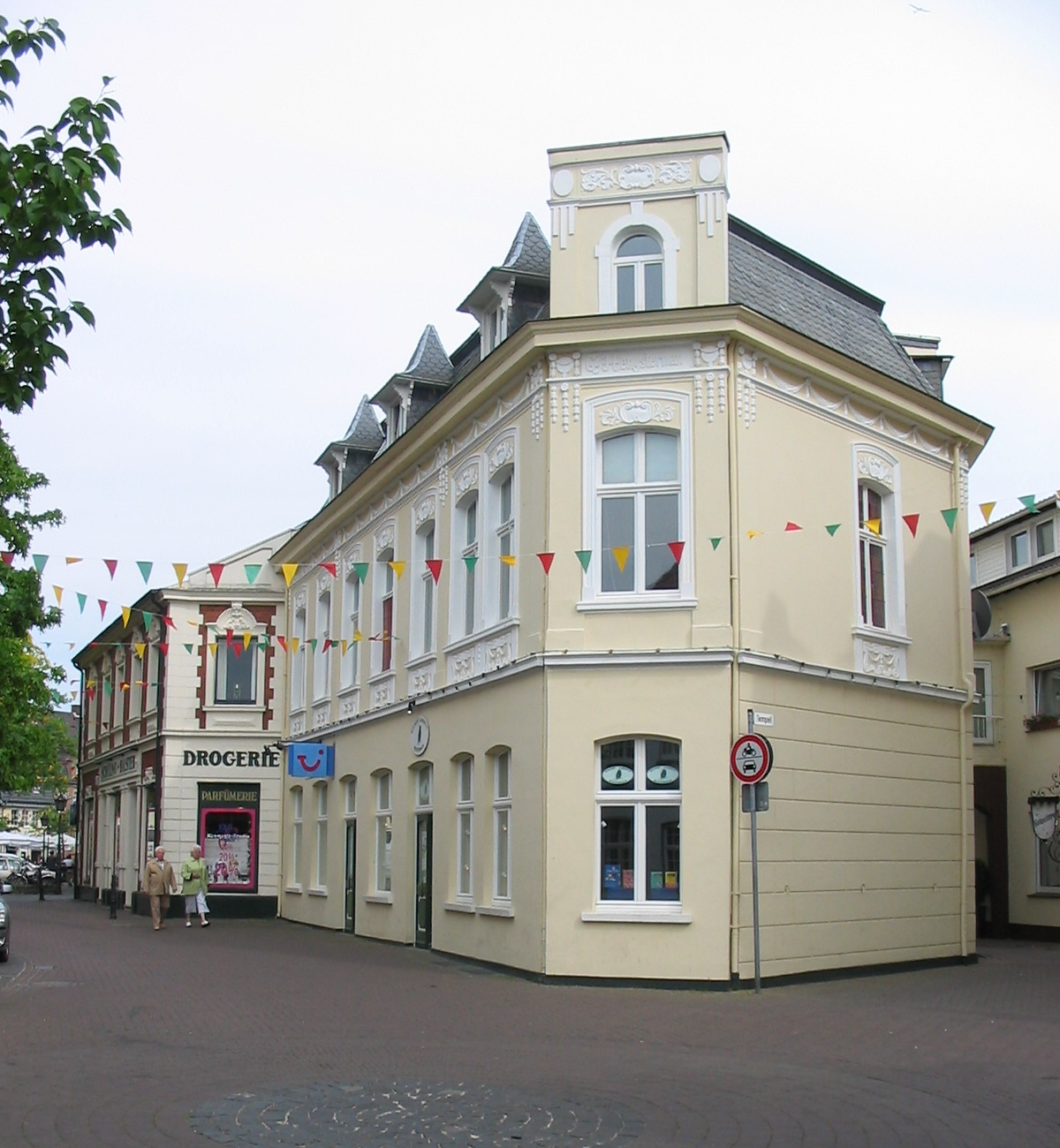
Denkmalgeschütztes Bürgerhaus am Markt

An der Münsterstraße 9 befindet sich ein zweigeschossiges Backsteinhaus mit Mansarddach. Das Ende des 18. Jahrhunderts errichtete Bürgerhaus steht seit 1984 unter Denkmalschutz.
Weitere denkmalgeschützte Häuser finden sich Am Markt, rund um die St.-Gudula-Kirche. Ein Ensemble solcher Häuser bildet die kneipenreiche Altstadt. Das Bürgerhaus Am Markt 14 beheimatet heute das Apothekenmuseum.
An der Hardtstraße 23 befindet sich eine im Jahre 1920 im Stil nachklassizistisch-barocker Formgebung errichtete Villa. Einige Jahre befanden sich Teile der Stadtverwaltung in dem denkmalgeschützten Haus.
Ein 1911 erbautes Landhaus findet man an der Krechtinger Straße 11. Das 1984 unter Denkmalschutz gestellte Haus wurde von Hermann Muthesius entworfen.

#### Schlösser und Herrenhäuser

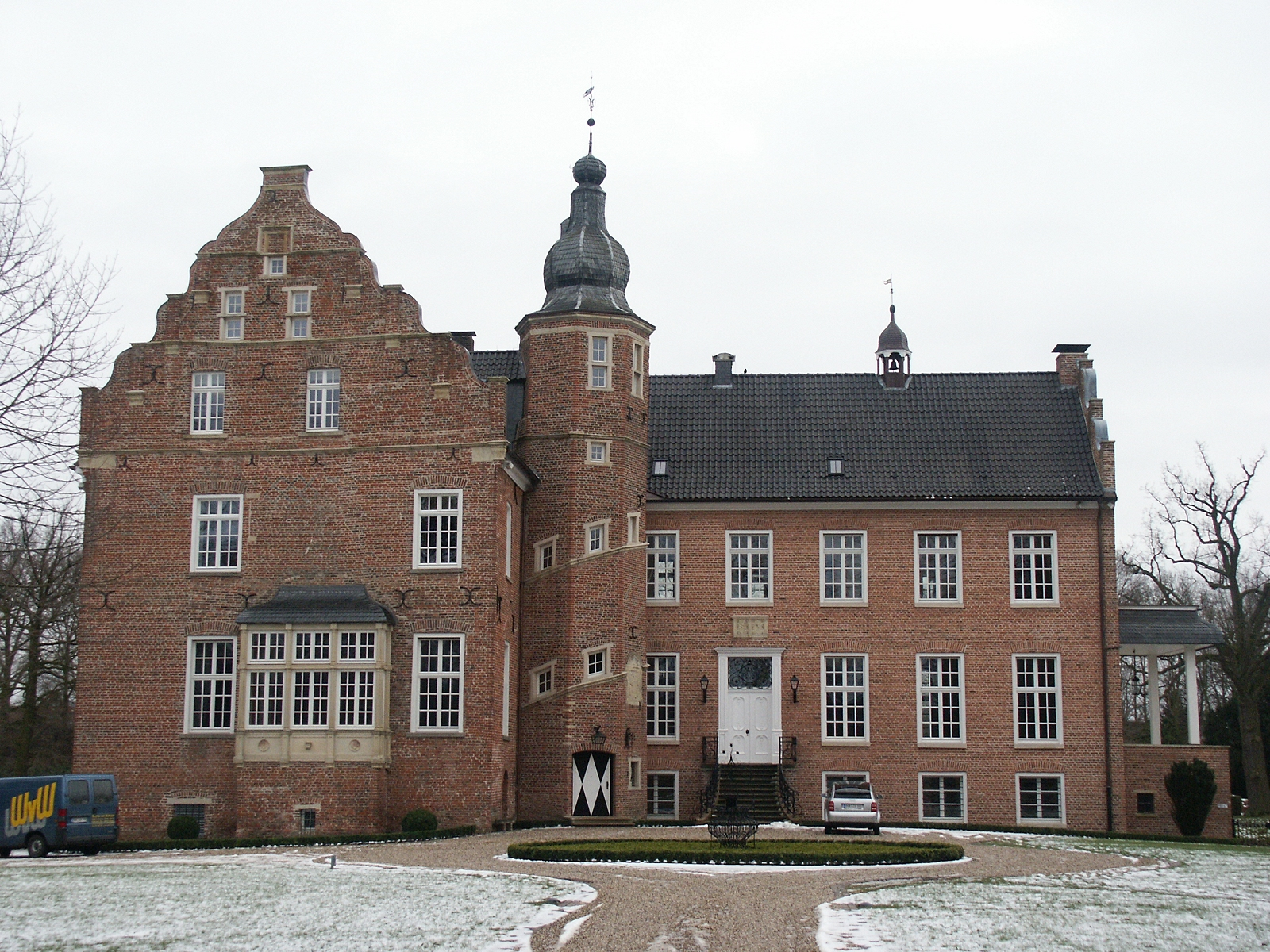
Schloss Rhede

Das Schloss Rhede, ein Wasserschloss im Stil der Renaissance wurde 1564 erbaut. Der zweigeschossige Zweiflügelbau wurde 1984 unter Denkmalschutz gestellt. Es ist heute noch von der Familie Salm Salm bewohnt.
Das Herrenhaus Kretier im Stadtteil Vardingholt ist im Kern mittelalterlich und wurde im 20. Jahrhundert nach Plänen von 1734 restauriert.
Ein weiteres unter Denkmalschutz stehendes Herrenhaus ist das Haus Tencking an der Bundesstraße 67 in Richtung Bocholt. Der im Stil des niederländischen Barock erbaute Dreiflügelbau wurde 1710 errichtet. Heute befindet sich dort eine sozialpflegerische Einrichtung.

#### Religiöse Stätten
Im Stadtgebiet befinden sich zahlreiche Bildstöcke, viele stehen unter Denkmalschutz. Die Bildstöcke werden noch heute als Andachtsstelle benutzt.
Der Alte Friedhof wurde 1807 als katholische Begräbnisstätte angelegt. 1945 wurde ein Ehrenfriedhof für die Gefallenen des Zweiten Weltkriegs errichtet.

#### Sonstiges
Die Turmwindmühle Habers Mühle im Stadtteil Krommert besticht durch einen konisch verjüngten Backsteinturm. Sie wurde 1881 von Heinrich Habers aus Feldbrandsteinen auf einem Hügel gebaut. Bereits 1984 zählte sie zu den Denkmälern der Stadt Rhede. Mit dem Ziel einer kompletten Sanierung wurde im Jahr 2013 der Verein „Mühlenpower“ gegründet. Seit September 2017 sind die Modernisierungen abgeschlossen und die Mühle ist wieder voll funktionsfähig.
Das Fachwerkhaus an der Nordstraße 20 wurde Anfang des 19. Jahrhunderts als Backsteinbau mit Pfannenbedachung erbaut.
Der im Stadtteil Krommert gelegene Bauernhof Rümping wurde 1870 errichtet und gilt als Beispiel für westmünsterländischen Bauernhausbau.
Der Alte Bahnhof wird seit einigen Jahren nach einer Umbaumaßnahme von der AWO genutzt. Der zweigeschossige Ziegelbau wurde 1929 als Durchgangsbahnhof errichtet.

### Wälder und Parks

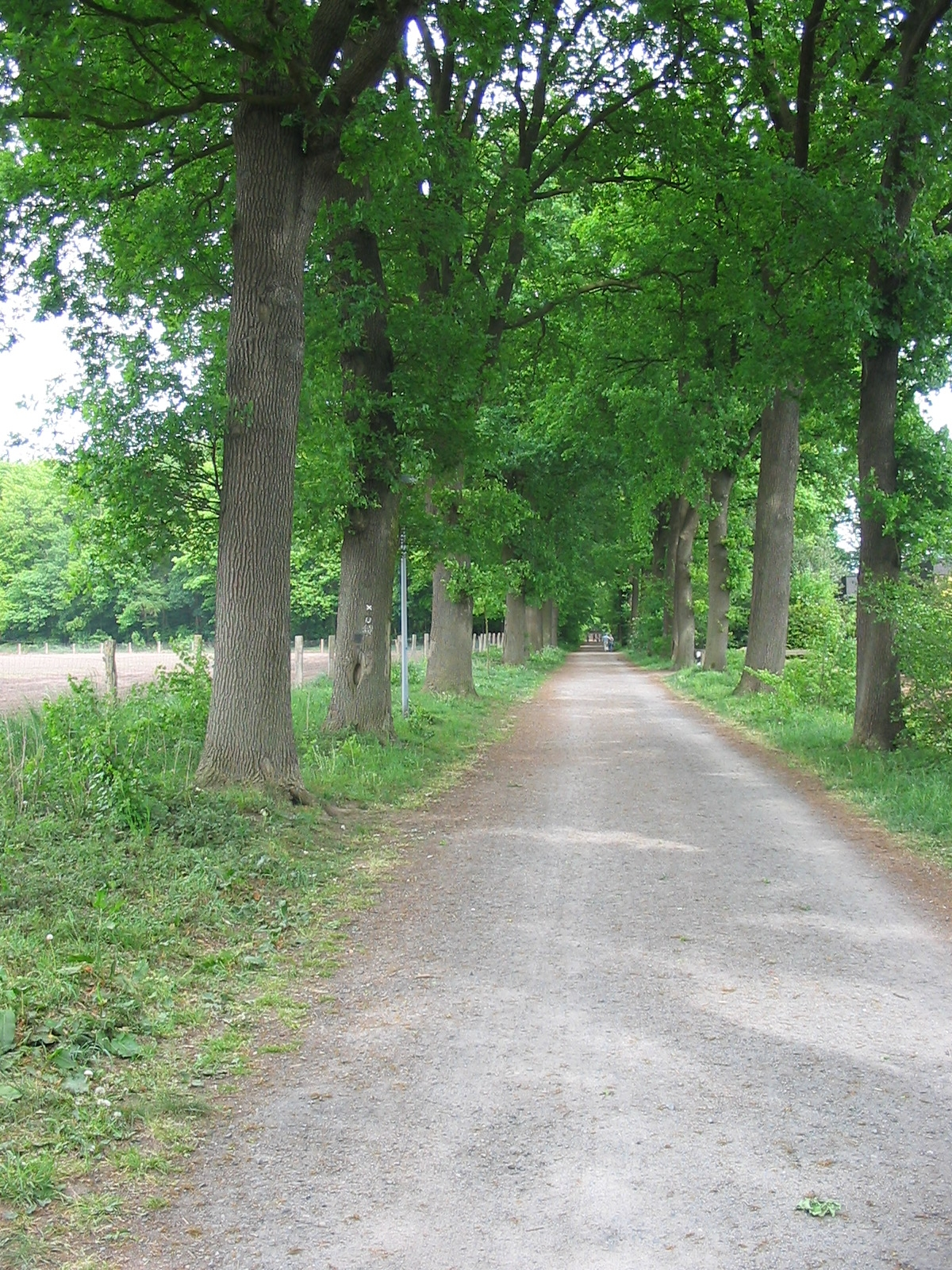
Im Prinzenbusch

Der Pastorsbusch schließt sich dem Krankenhauspark an und bildet ein Naherholungsgebiet im Nordwesten der Stadt. Ein Teil der Anlage ist als Naturlehrpfad gestaltet.
Rund um den Hoxfelder Weg befindet sich der Prinzenbusch, im Osten der Stadt. Das Naherholungsgebiet schließt sich an den Schlosspark an und bietet zahlreiche (Rad-)Wanderwege. Der nach Borken führende Hoxfelder Weg ist Teil des Radrundwanderweges 100-Schlösser-Route.
Der eigentliche Schlosspark steht Besuchern nicht zur Verfügung.
Im Südwesten der Stadt liegen die Winkelhauser Berge, benannt nach Haus Winkelhausen, dem einstigen Sitz der einflussreichen Familie de Wyse in Altrhede, ein Waldgebiet, welches früher Teile einer Heidelandschaft einbezog, die in die in Bocholt gelegenen Hohenhorster Berge übergeht. Die Winkelhauser Berge sind Teile dieser Heidelandschaft sind heute nur noch in den Hohenhorster Bergen zu sehen.

### Gräftenanlage
Im Ortsteil Vardingholt befindet sich im Forstgebiet Rösingbusch als Bodendenkmal die gut erhaltene Gräftenanlage Nunnepollen.

### Sport
Der Sportpark Besagroup an der Bundesstraße 67 im Westen der Stadt bietet eine überdachte Tribüne, eine 400-m-Laufbahn und zahlreiche Trainingsplätze. Ergänzt wird das Angebot um eine Leichtathletikhalle. Die Anlage wurde 1981 im Zuge der Ernennung Rhedes zum Landesstützpunkt für Leichtathletik in Nordrhein-Westfalen errichtet; alljährlich findet das Internationale Leichtathletik-Meeting mit vielen Leichtathletikgrößen statt.
Das örtliche Frei- und Hallenbad wird von den Stadtwerken betrieben.
Im April 2007 wurde der Nordic Walking Park Rhede eröffnet. Drei Routen mit insgesamt zehn Strecken stehen den Sportlern zur Verfügung.
Unmittelbar beim Jugendtreff Bäkentreff befindet sich eine Skateranlage mit entsprechendem Equipment. Darüber hinaus gibt es im Stadtgebiet mehrere Bolzplätze für Kinder und Jugendliche.
Größter Sportverein der Stadt ist der TV Rhede 1925 e. V., der ein breites Sportangebot bietet. Der Fußballverein VfL Rhede 1920 e. V. spielt aktuell in der Bezirksliga.
Große sportliche Erfolge feierte der Reiterverein Rhede Ende der 1980er bis Mitte der 1990er Jahre im Einzel- und Gruppenvoltigieren. Herausragend sind die drei Weltmeistertitel im Einzel von Christoph Lensing zwischen 1988 und 1996 und der Vize-Weltmeistertitel der Mannschaft 1990. Innerhalb dieses Zeitraumes wurden auch mehrere deutsche Meistertitel im Einzel und mit der Mannschaft errungen. Im Jahr 2008 sind elf Voltigiermannschaften aktiv.

### Kulinarische Spezialitäten
Rhede ist von der westfälischen Küche geprägt, hervorheben kann man Panhas und süßen Stuten. Eine Rheder Spezialität ist die Rheder Ampel, eine Zusammenstellung von rotem Schlehen-, gelbem Anis- und grünem Pfefferminzlikör.

## Wirtschaft und Infrastruktur

### Verkehr

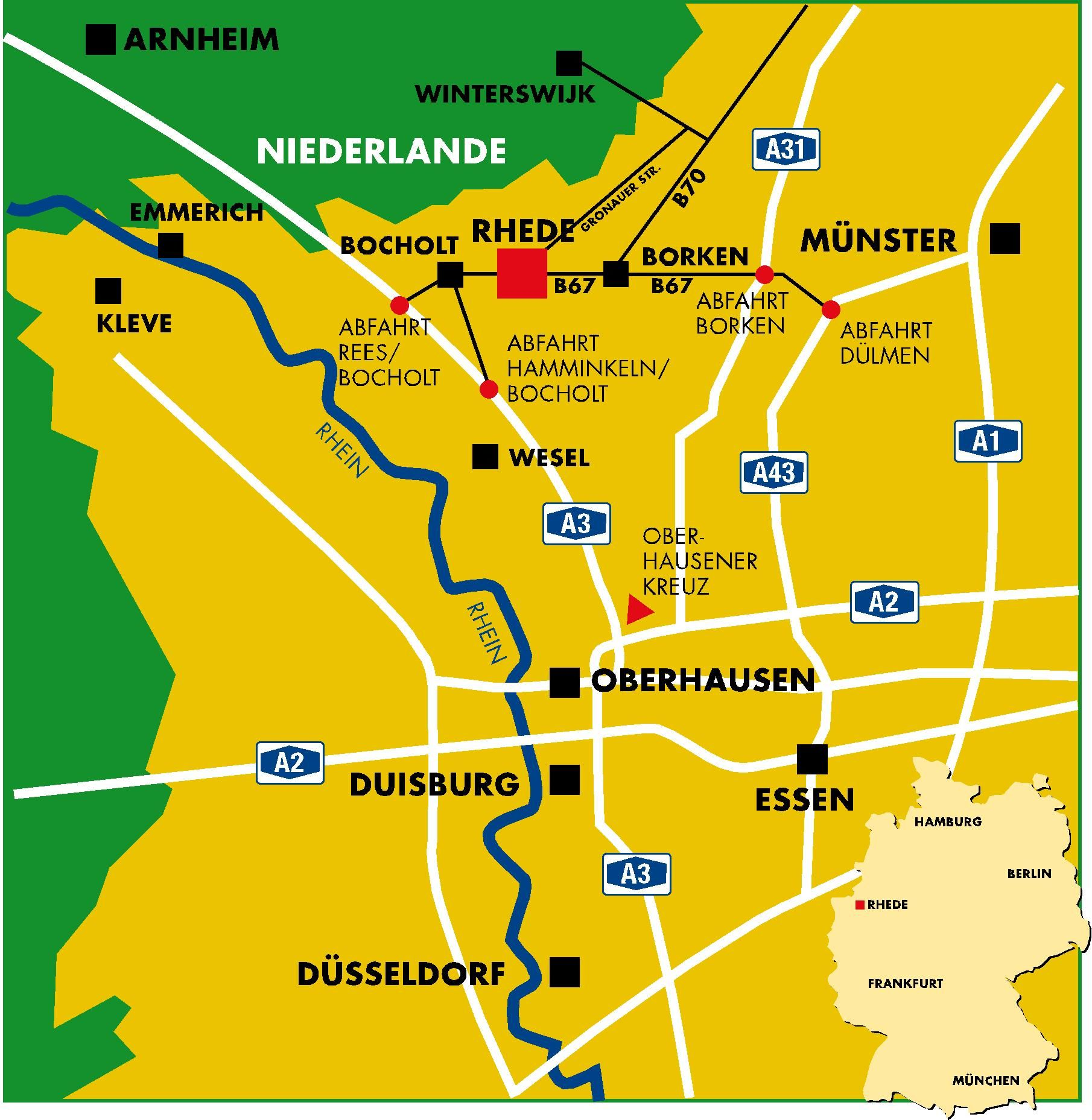
Straßenverkehrsbeziehungen

Der Verkehr begrenzt sich überwiegend auf die B 67.

#### Öffentlicher Nahverkehr

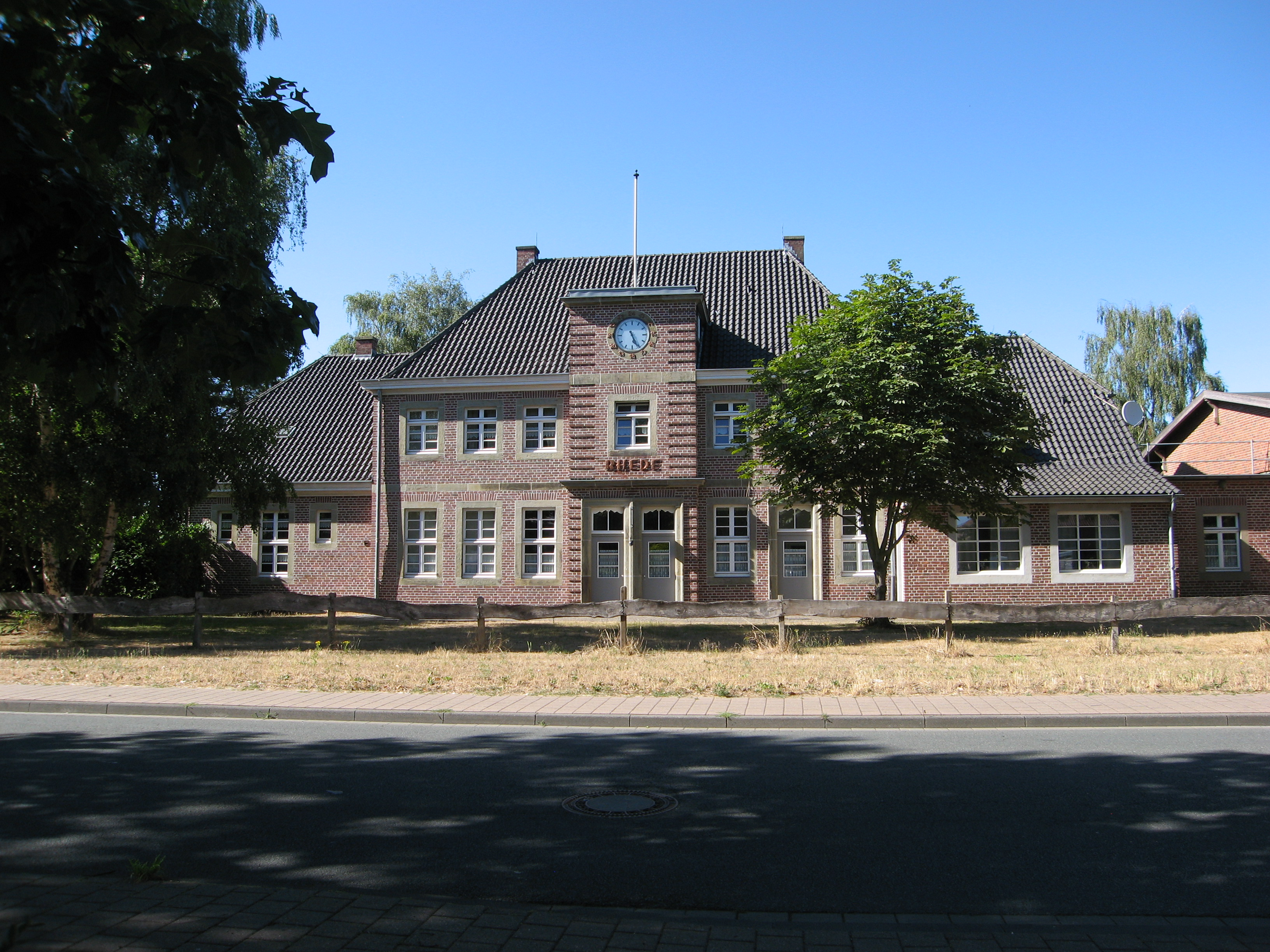
Bahnhofsgebäude Rhede (Kr Borken), 2018

Der Bahnhof Rhede (Kr Borken) lag an der Bahnstrecke Empel-Rees–Münster, die in diesem Abschnitt stillgelegt ist.
Im Busverkehr wird Rhede von Regional- und Schnellverkehren in Richtung Bocholt, Borken, Coesfeld, Vreden und Gronau bedient. Von Rhede kann umsteigefrei zu fünf Bahnhöfen gefahren werden, einer davon (Bad Bentheim) mit Übergang zum Fernverkehr der Deutschen Bahn.
Innerhalb des Stadtgebietes verkehren drei Bürgerbus-Linien. Zentrale Umstiegshaltestelle ist die Gudulakirche.
| Linie | Verlauf | Betreiber       | Takt                                 |
| ----- | --- | --------------- | ------------------------------------ |
| X80   | Expressbus: Bocholt, Bustreff – Bocholt, Bahnhof – Rhede, Barloer Str. – Burlo, Kloster – Oeding, Woorteweg – Vreden, Busbahnhof – Alstätte, Markt – Gronau, Bahnhof – Bad Bentheim, Bahnhof                                                                                | RVM             | Mo–Fr: stündlich Sa+So:zweistündlich |
| S75   | Schnellbus: Bocholt, Bustreff – Bocholt, Bahnhof – Rhede, Gudulakirche – Rhedebrügge, Ortsmitte – Borken, Bahnhof – Maria Veen, B67n – Merfeld, Kirche – Münster, Kolde-Ring – Münster, Ludgeriplatz – Münster, Hauptbahnhof                                                | SWK             | stündlich                            |
| R51   | Regionalbus: Bocholt, Bustreff – Bocholt, Bahnhof – Rhede, Gudulakirche – Rhedebrügge, Ortsmitte – Borken, Willbecke – Borken, Bahnhof – Gemen, Ev. Johanneskirche – Ramsdorf, Ortsmitte – Velen, Schloss – Hochmoor, Sparkasse – Gescher, Fabrikstraße – Coesfeld, Bahnhof | RVM             | stündlich                            |
| N51   | Nachtbus: Bocholt, Bustreff – Bocholt, Bahnhof – Rhede, Gudulakirche – Rhedebrügge, Ortsmitte – Borken, Willbecke – Borken, Bahnhof | RVM             | in Wochenendnächten                  |
| 731   | Bocholt, Bustreff – Bocholt, Bahnhof – Rhede, Gudulakirche – Vardingholt, Kirche – Burlo, Kloster – Oeding, Schule – Vreden, Busbahnhof | DB Westfalenbus | an Schultagen                        |
| 750   | Bocholt, Euregio-Gymnasium – Rhede, Gudulakirche – Rhede, Ludgerusschule | DB Westfalenbus | an Schultagen                        |
| 752   | Bocholt, Bahnhof – Büngern – Krechting – Krommert | DB Westfalenbus | an Schultagen                        |
| B4    | Bürgerbus Rhede-Süd: Rhede, Gudulakirche – Krommert – Büngern – Krechting – Rhede, Gudulakirche | DB Westfalenbus | zweistündlich                        |
| B5    | Bürgerbus Rhede-Mitte: Doppelte Ringline im Stadtgebiet | DB Westfalenbus | zweistündlich                        |
| B6    | Bürgerbus Rhede-Nord: Rhede, Gudulakirche – Vardingholt – Rhede, Gudulakirche | DB Westfalenbus | zweistündlich                        |

Die nächstgelegenen Bahnhöfe befinden sich in Bocholt (etwa 6 km entfernt) an der Bahnstrecke Wesel–Bocholt und Borken (etwa 12 km entfernt) an der Bahnstrecke Winterswijk–Gelsenkirchen-Bismarck, von denen ein Anschluss an den Regionalverkehr in Richtung Wesel – Duisburg – Düsseldorf bzw. Essen besteht.

#### Straßen
Rhede liegt an der B 67. Diese führt von Goch bis nach Reken. Die nächstgelegenen Autobahnanschlussstellen befinden sich ca. 20 Kilometer östlich an der A 3 und ca. 25 Kilometer westlich an der A 31.

#### Fahrrad
Rhede verfügt über ein gut ausgebautes Radwegnetz. Zahlreiche „Pättkes“, kleine und ruhig gelegene Wege, laden zum Radwandern ein. Die Rheder Sagen Safari ist eine 35 km durch Rhede führende Route, die an 11 sagenumwobenen Orten vorbeiführt. Diese „Safari“ wird einmal im Jahr von der Stadt angeboten.
Mehrere Radfernwege des Radverkehrsnetz NRW führen ebenfalls durch Rhede, außerdem die 100-Schlösser-Route.

#### Luftverkehr
Der Flugplatz Borken-Hoxfeld ist der nächstgelegene Flugplatz. Die nächstgelegenen Verkehrsflughäfen sind der Flughafen Niederrhein (rund 57 Kilometer entfernt), der Flughafen Düsseldorf (rund 83 Kilometer entfernt), der Flughafen Münster/Osnabrück (rund 95 Kilometer entfernt) und der Flughafen Dortmund (rund 98 Kilometer entfernt).

### Wirtschaft
Die bis in die 1980er Jahre stark vertretene Textilindustrie hat heute nur noch geringe Bedeutung in Rhede. Im Industriegebiet im Südosten der Stadt finden sich zahlreiche Unternehmen der verschiedensten Branchen.
Ihren Sitz in Rhede haben die Jemako International GmbH, ein Anbieter von Reinigungssystemen. Die Rademacher Geräte-Elektronik GmbH & Co. KG produziert elektrogetriebene Rolllädenantriebe. Bis 2009 hatte das US-amerikanische Unternehmen Meade Instruments mit der Meade Instruments Europe GmbH & Co. KG in Rhede ihre europäische Vertriebszentrale, die dann an Rolf Bresser und Partner unter Beibehaltung des Namens verkauft wurde. Produziert werden optische Geräte wie Mikroskope und Teleskope.
Eines der letzten verbliebenen Textilunternehmen sind die im benachbarten Bocholt beheimateten Ibena Textilwerke, die ein Werk in Rhede betreiben.
Kromberg & Schubert, ein Wuppertaler Hersteller von Bordnetzsystemen, unterhält in Rhede einen Produktionsstandort.
Die Stadtwerke Rhede GmbH sorgen seit 1906 für die Nahversorgung der Stadt. Die Stadtwerke betreiben auch das örtliche Frei- und Hallenbad.
Das St. Vinzenz-Hospital ist ein Klinikum für Psychiatrie, Psychotherapie und Psychosomatik. 1998 wurde das Hospital unter Trägerschaft der St.-Agnes-Hospital gGmbH gestellt. Die innere Abteilung wurde 2004 geschlossen und wird seitdem durch das St.-Agnes-Hospital in Bocholt weitergeführt.

### Schokolade
In Rhede treffen gleich zwei Unternehmen aufeinander, deren Metier die Schokolade ist. Das ist zum einen die Pralinen-Manufactur Große-Bölting, die Pralinen, Trüffel und Schokoladen-Figuren in allen Größen und Formen herstellt. Die Produkte werden ausschließlich in Handarbeit gefertigt. Ein zweites Unternehmen ist die Schokoladenfabrik Schoko-Dragee. Sie hat sich auf Schoko-Dragees in allen Varianten spezialisiert.

### Energie
Seit November 2006 wird mit einer in der Bocholter Aa installierten Wasserkraftschnecke Strom aus Wasserkraft gewonnen. Die Anlage hat eine Maximalleistung von ca. 50 kW und dient u. a. dem Studium der Auswirkungen von Wasserkraftschnecken auf die Fischfauna. Die „Rheder Wasserschnecke“ ist zudem ein beliebtes Ausflugsziel, an dem die Möglichkeit der Energiegewinnung aus Wasserkraft auch bei einer niedrigen Fallhöhe im Flachland anschaulich gemacht wird.

### Medien
Einzige Tageszeitung ist das Bocholter-Borkener Volksblatt, eine in Bocholt in Kooperation mit der Rheinischen Post erscheinende Zeitung. Rhede hat eine eigene Lokalredaktion. Mittwochs und samstags erscheinen die beiden Anzeigenblätter Bocholter Report und mein Stadt-Kurier, zudem noch einmal im Monat die Magazine „Stadtgespräch“ und „Stadtgespräch – Das Original“.
Lokaler Radiosender ist die Westmünsterlandwelle (WMW) mit Sitz in Borken. Der Lokalfernsehsender wm.tv befand sich bis zum Frühjahr 2007 in Rhede. Nach diversen Umzügen und Gesellschafterwechseln wurde der Betrieb mittlerweile eingestellt.

### Bildung

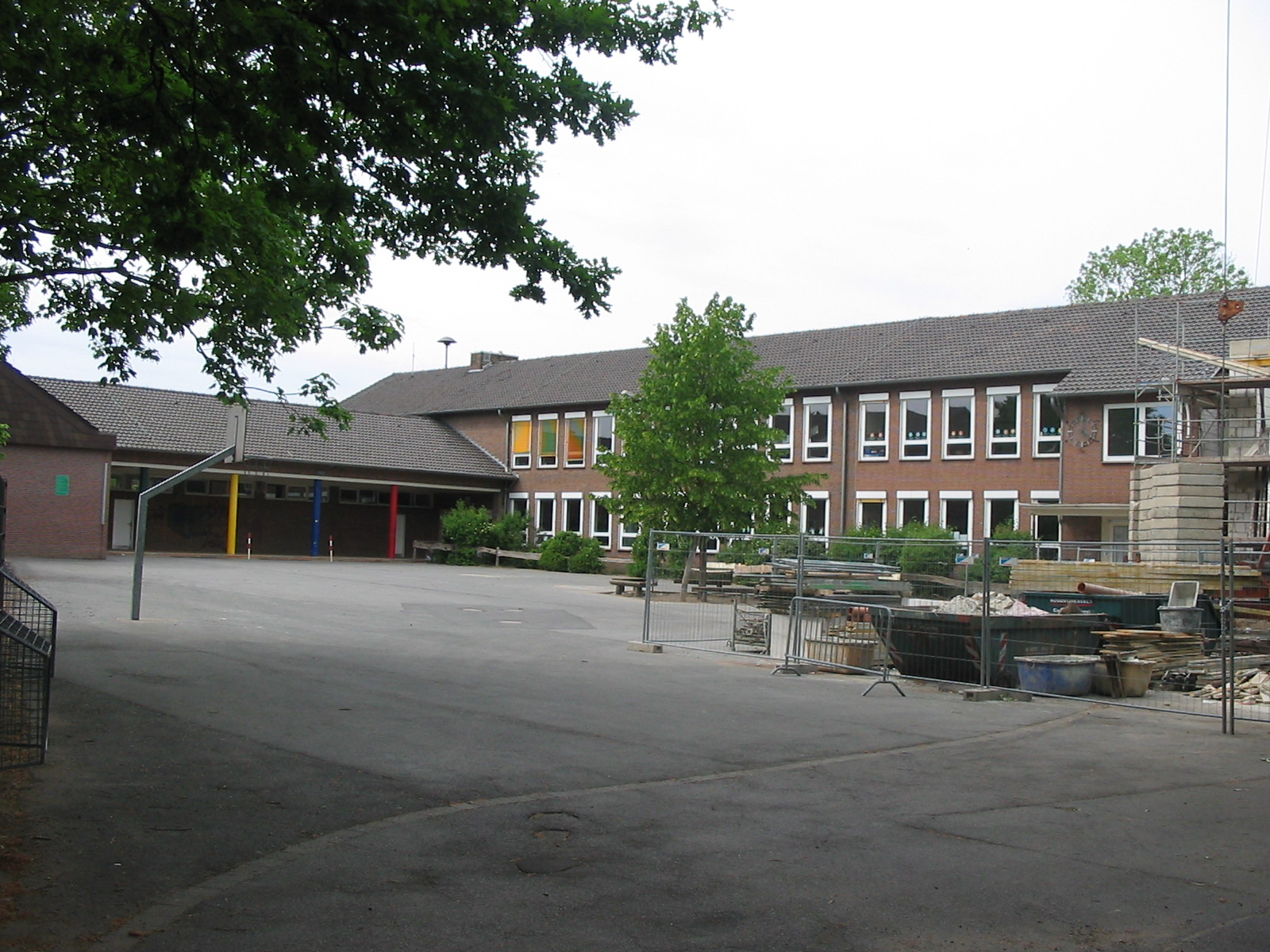
Die Overberg-Grundschule

Für Kleinkinder gibt es in Rhede insgesamt 13 verschiedene Einrichtungen in Form von Kindertagesstätten, Krabbelgruppen und Kindergärten.
Rhede verfügt über drei Grundschulen. Die Overbergschule und die Ludgerusschule befinden sich im Stadtgebiet, die Piusschule im Stadtteil Krechting. Die Gesamtschule Rhede (Sekundarstufe I und II) bietet das örtliche Angebot der weiterführenden Schule an. Die nächsten Gymnasien und Berufskollegs befinden sich in Bocholt und Borken.
Das Caritas-Fachseminar für Altenpflege dient der Fort- und Weiterbildung von Fachkräften im Pflegebereich. Für Lernende aus aller Welt dient die Akademie Klausenhof.
Rhede ist Teilstandort der Volkshochschule Bocholt-Rhede-Isselburg.
Seit dem 1. Januar 2017 gibt es in Rhede einen eigenen Musikschulverein. Zuvor gab es eine Zweigstelle des Verbundes der Musikschule Bocholt-Rhede-Isselburg.
Sowohl die katholische Kirchengemeinde St. Gudula als auch die evangelische Gemeinde unterhalten jeweils eine Leihbücherei.

## Trivia
- Das Motto der Stadt Rhede lautet „Das Lächeln im Münsterland“. Das Logo zeigt symbolisch eine Sonne, die Freundlichkeit symbolisieren soll, die Silhouette der St.-Gudula-Kirche, die für den kleinstädtischen Charakter Rhedes steht, und Anführungszeichen, die Kommunikation symbolisieren.[26]
- Das Rheder Pärchen tritt regelmäßig bei Veranstaltungen auf und verteilt die Rheder Ampel oder etwa zur Kirmes die traditionellen Paradiesäpfel.

## Persönlichkeiten
In Rhede geborene Persönlichkeiten sowie weitere für Rhede bedeutende Personen sind in der Liste von Persönlichkeiten der Stadt Rhede aufgeführt.